# Fagopyrum gilesii
Fagopyrum gilesii là một loài thực vật có hoa trong họ Rau răm. Loài này được (Hemsl.) Hedberg mô tả khoa học đầu tiên năm 1946.